# Vaiden
Vaiden é uma cidade  localizada no estado americano de Mississippi, no Condado de Carroll.

## Demografia
Segundo o censo americano de 2000, a sua população era de 840 habitantes.
Em 2006, foi estimada uma população de 848, um aumento de 8 (1.0%).

## Geografia
De acordo com o United States Census Bureau tem uma área de
5,7 km², dos quais 5,7 km² cobertos por terra e 0,0 km² cobertos por água. Vaiden localiza-se a aproximadamente 87 m acima do nível do mar.

## Localidades na vizinhança
O diagrama seguinte representa as localidades num raio de 28 km ao redor de Vaiden.